# Cuberdon

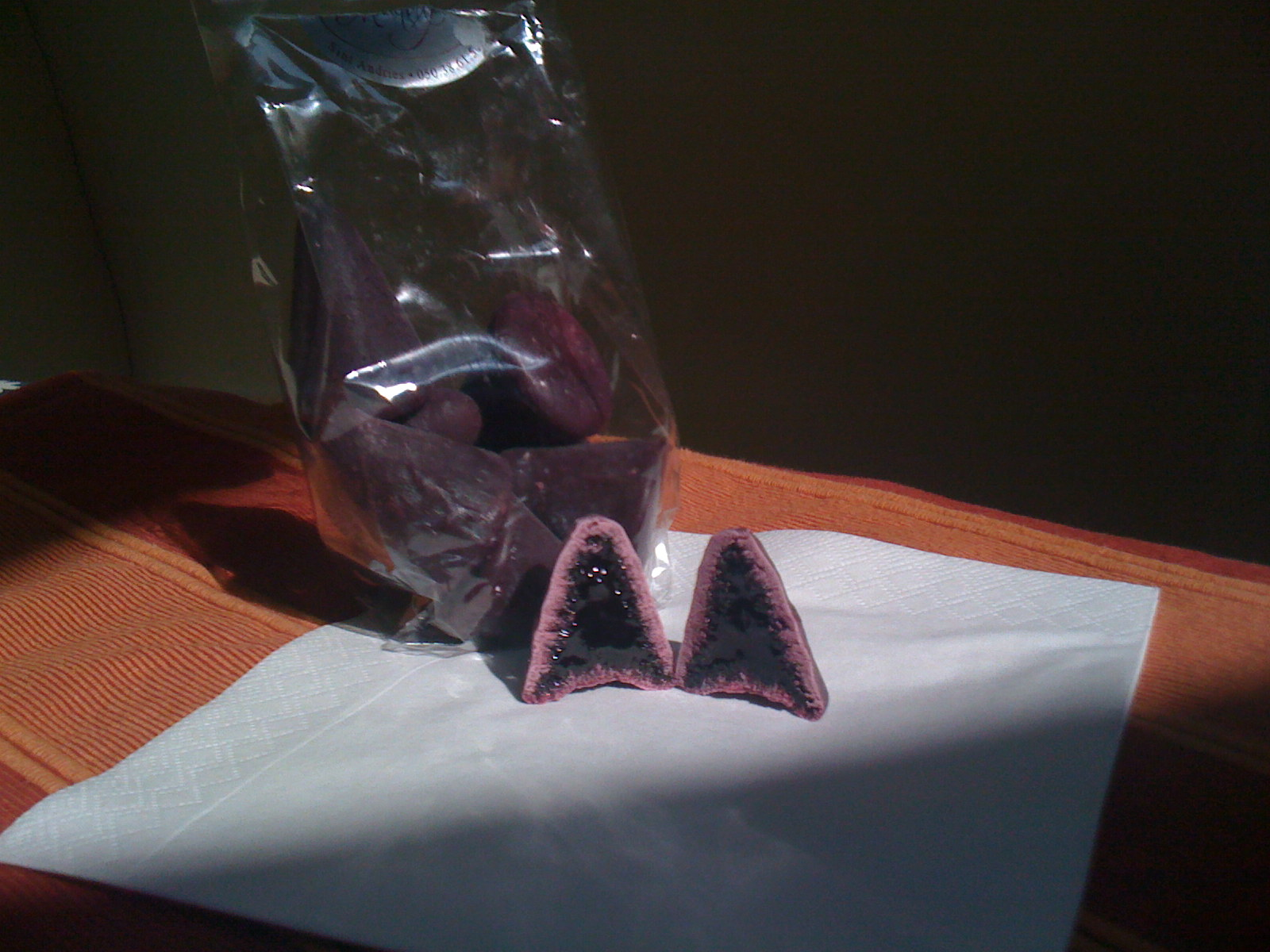
Un sachet de cuberdons et un cuberdon coupé en deux longitudinalement.

Le cuberdon est une friandise ou un bonbon de forme conique, traditionnel en Belgique.
Le cuberdon est fabriqué à partir de sucre, de gomme arabique (résine d’acacia), de gélatine et de saveurs fruitées, principalement la framboise.

## Origine
Les deux hypothèses les plus répandues quant à son origine parlent soit d'un membre du clergé vivant dans la région de Bruges, ce qui expliquerait l'autre nom de « bonnet de curé », soit du pharmacien gantois De Vynck, qui aurait mis au point, un peu par hasard, le processus de fabrication et la recette en 1873.

## Étymologie et appellations

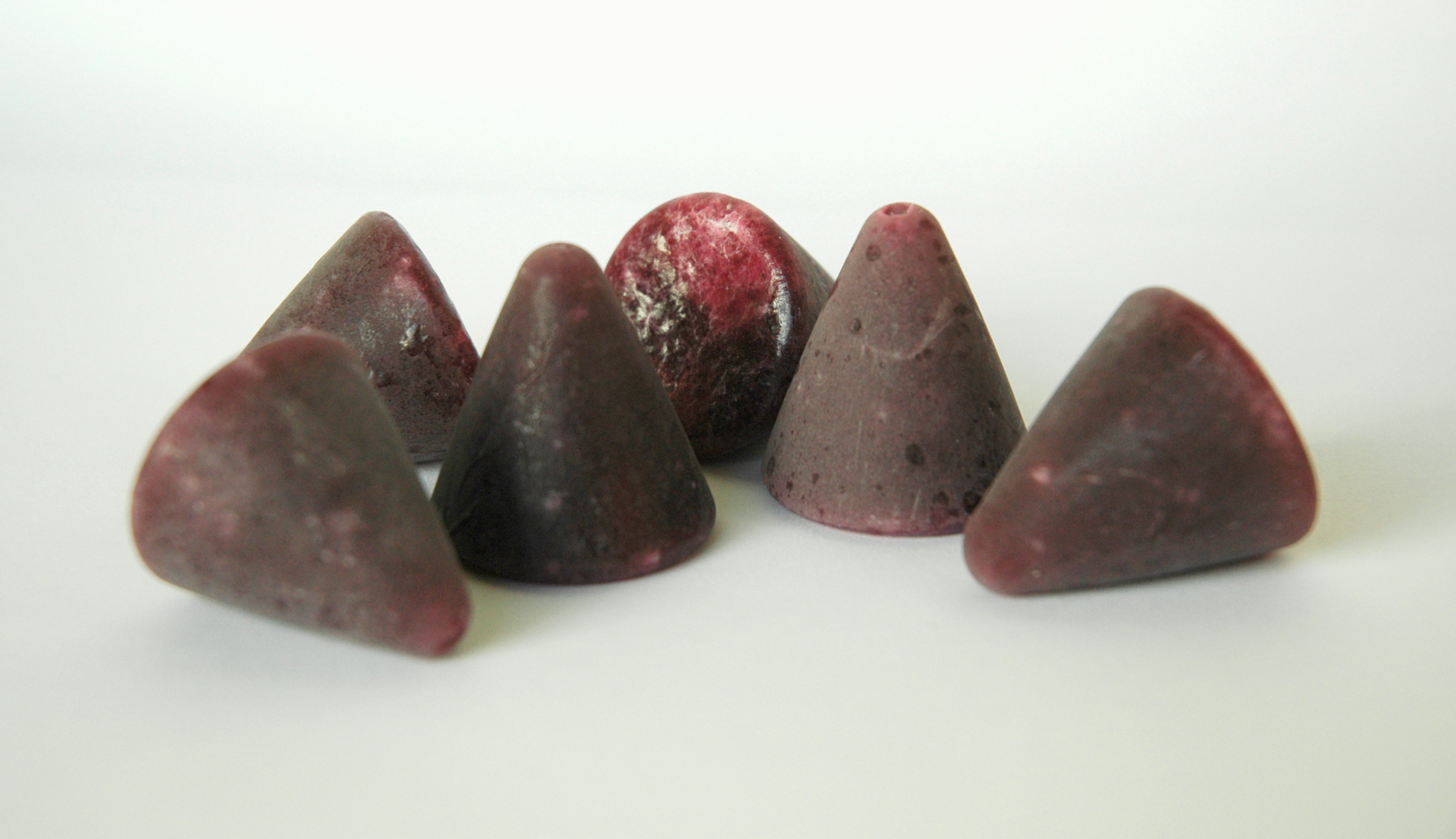
Cuberdons.

Selon Cléante, l'étymologie serait francophone : les étymologistes expliquent ce mot par une altération de « cul (de) bourdon ». Cet auteur précise que le cuberdon ne doit être connu en France qu'à proximité de la frontière belge.  
Il est aussi appelé « chapeau-de-curé » ou « chapeau-de-prêtre » dans l'ouest du Hainaut (partie picarde de la Belgique),,. En néerlandais, il est aussi appelé neuzeke (« petit nez ) ou encore Gentse neus (« nez gantois »).
Le mot « cuberdon » est entré dans l'édition 2008 du Petit Larousse.
En 2009, l'office flamand d'agro-marketing VLAM (nl) a reconnu le cuberdon traditionnel comme un produit régional flamand, mais la production dans toute la Belgique est établie depuis de nombreuses décennies.
En Belgique, les cônes de chantier sont appelés familièrement « cuberdons ».

## Fabrication
Le mélange liquide de sucre, de gomme arabique, de gélatine et d'arôme est coulé dans des moules en amidon et est passé au four chauffé à 55 °C pendant environ une semaine afin que le sucre durcisse et forme la croûte extérieure, alors qu'à l'intérieur reste un liquide gélatineux au goût très sucré. La durée de conservation du cuberdon n'est que de quelques semaines, ce qui rend difficile son exportation. Lors de son évolution dans des conditions normales, le cœur liquide s'assèche pour se densifier au centre alors que la coque devient plus consistante et gagne en profondeur. L'intérieur, resté tendre, peut alors ne plus être liquide et avoir la consistance d'une gomme. 
Il se présente en règle générale sous forme conique (parfois sous forme de nez), de couleur rouge rosé ou violacée, pour une hauteur d'environ 2,5 cm. 

## Le cuberdon, entre tradition et évolution

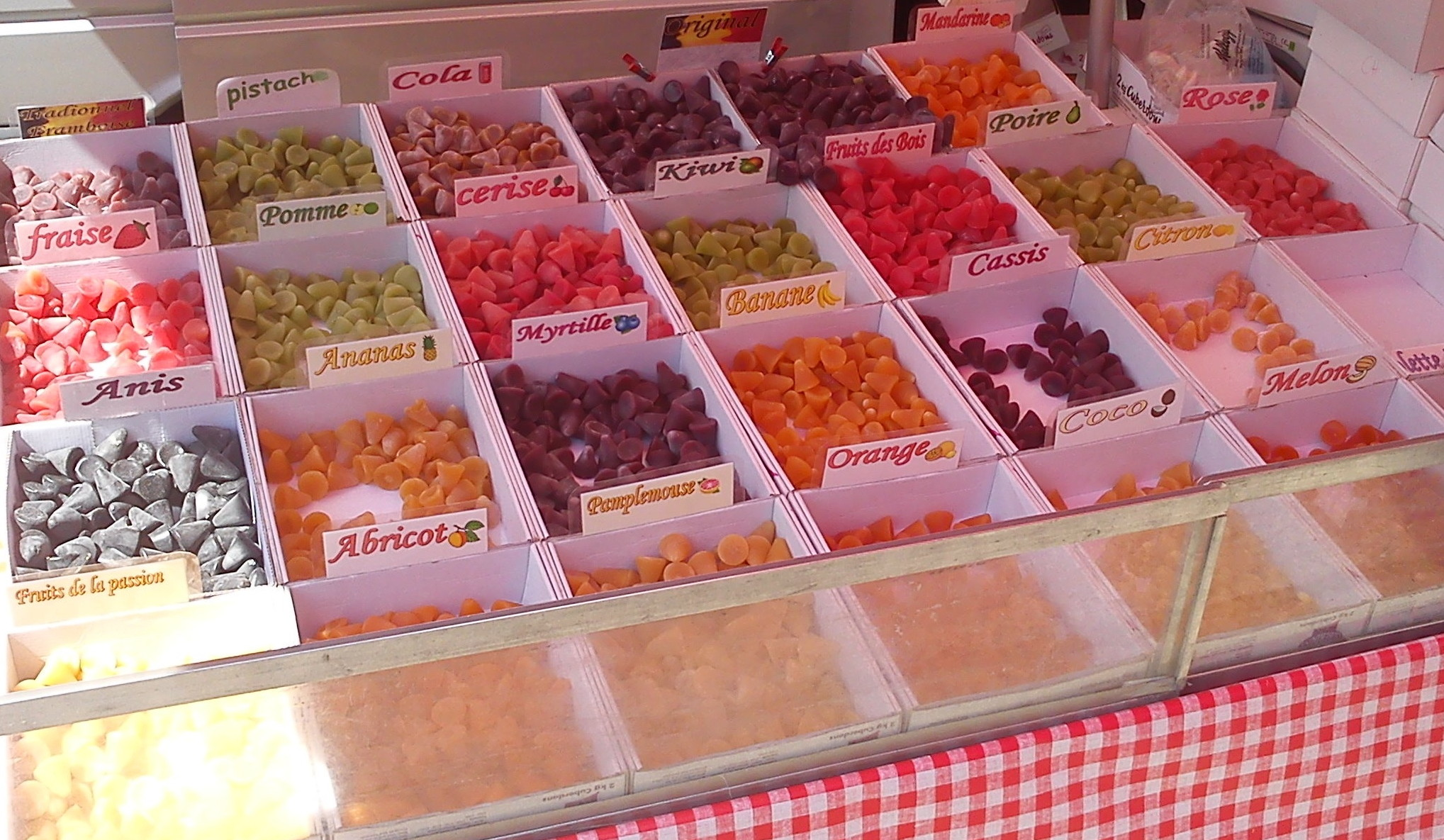
Variétés de cuberdons sur un étal.

### Variétés
Les cuberdons classiques sont aromatisés à la framboise. Il existe aujourd'hui une profusion de goûts nouveaux et de couleurs nouvelles, de sorte que plus de 40 parfums (ou goûts) de cuberdons sont disponibles en confiserie,.

### Fabricants
La confiserie Geldhof fondée à Eeklo en 1954 est présentée comme « le spécialiste du cuberdon » par Le Petit Futé Guide du chocolat et des confiseries qui précise que l'entreprise revendique le titre de premier fabricant belge[réf. à confirmer]. Ce fabricant teste depuis 2011 une variété enrobée de chocolat, ce qui devrait permettre d'allonger la durée de conservation tout en ne changeant pas le goût. Le cuberdon pourrait alors dépasser les frontières belges. En 2024, elle est rachetée par la confiserie Joris. 
Depuis 2012, la confiserie Léopold commercialise un cuberdon « haute couture » dans un réseau de distribution différent des réseaux habituels (marchés et boulangeries) sous la marque Cuberdons Léopold. Ces cuberdons, au gout moins sucré et à l'emballage soigné, se retrouvent ainsi dans des concept stores (Smets concept Store, Fashion Club…), des magasins traiteurs et épicerie gourmets (Rob, Atelier Gourmand…) mais aussi chez différents fleuristes ou cavistes et au cœur de certains événements (Magritte du cinéma, rallyes automobiles, Fortis Film Days…). Le nouvel atelier de la confiserie Léopold est situé à Enghien. Le sirop y est encore préparé de manière traditionnelle à partir d'ingrédients uniquement naturels, dans des chaudrons en cuivre uniquement,.
Dans la région de Mons, la maison Bourguignon a été mise à l'honneur dans l'exposition « Mons Superstar » dans le cadre de Mons 2015. Fanny Bourguignon, qu'on peut retrouver vendant sa production artisanale sur les marchés de Baudour, Saint-Ghislain et Mons, a repris récemment l'entreprise familiale, qui perdure depuis trois générations.

### Produits dérivés
Depuis 2011, plusieurs grandes chaînes de restauration proposent, en Belgique, de petits morceaux de cuberdons pour garniture de leurs crèmes glacées, voire de la glace à la saveur cuberdon.
En 2012, une marque internationale de chocolat sort une variété de chocolat blanc au cuberdon, version limitée. La même année, la confiserie Geldhof propose des produits spéciaux à base de cuberdon : de la sauce dessert, de la confiture et de la pâte à tartiner.
En 2017, la société Eau du Paradis produit une eau gazéifiée à l'arôme naturel du cuberdon. Il existe aussi du peket aromatisé au cuberdon ainsi qu'un apéritif appelé Cœur de cuberdon.
Certains œnologues parlent de l'arôme de cuberdon pour caractériser certains vins.

## Hommage
Dans le nouveau quartier de Bruxelles sur l’ancien site industriel Tour et Taxis, vingt-huit nouvelles voies ont été baptisées (d’après 1 397 propositions) dont le « passage du Cuberdon ».